# Wa-102
Wa-102 — тральщик Імперського флоту Японії, який взяв участь у Другій світовій війні.
Корабель відносився до нідерландських тральщиків типу DEFG, будівництво яких велось у Нідерландській Ост-Індії. Його заклали як «Fakfak» на яванській верфі Droogdok Mij Tandjong Priok, а 2 березня 1942-го спробували знищити недобудованим, оскільки 1 березня на заході та сході Яви висадились японські десанти.
Японці організували ремонт та добудову корабля і 30 червня 1943-го ввели його до складу флоту як допоміжний тральщик Wa-102. Корабель належав до 21-ї спеціальної військово-морської бази, яка відносилась до Другого Південного Експедиційного флоту, що відповідав за контроль над окупованими територіями Індонезії. 
З липня 1943-го Wa-102 ніс патрульно-екортну службу, під час якої відвідував Сурабаю (тут, зокрема, знаходилась штаб-квартира 21-ї ВМБ), Батавію (наразі Джакарта), Беноа (острів Балі), Біму (острів Сумбава). 1, 2, 4 та 6 грудня 1944-го в протоці Ломбок корабель відкривав вогонь по ймовірним ворожим підводним човнам у надводному положенні, проте це не принесло якихось результатів.
27 лютого 1945-го Wa-102 пропав в морі Балі в районі північніше від острова Балі.